# Coordinadora Estudiantil por la Democracia y los Derechos Humanos
La Coordinadora Estudiantil por la Democracia y los Derechos Humanos (CEDDH) es una organización estudiantil de Perú, que se creó el 11 de junio de 1998 como consecuencia de la marcha estudiantil del 4 de junio del mismo año, la cual se realizó para rememorar la protesta universitaria del 5 de junio del año anterior, en donde diversos jóvenes de las principales universidades de Lima salieron a las calles a protestar por la injusta y anticonstitucional destitución de los magistrados del Tribunal Constitucional.

## Historia
Sin embargo, en la marcha del jueves 4 de junio de 1998, fuerzas policiales del entonces gobierno dictatorial del Ingeniero Alberto Fujimori y de su asesor Vladimiro Montesinos, arremetieron con bombas lacrimógenas, perdigones y palos contra los indefensos manifestantes, quienes al ver la brutalidad y la insania en que eran reprimidos, especialmente en el pasaje José Olaya, demostraron la firmeza de su lucha, convocando a una nueva marcha de dimensiones antes nunca vistas, la cual se programó para el siguiente jueves de dicho mes, es decir, el 11 de junio de 1998.
Durante la semana del 4 al 11 de junio se realizaron diarias reuniones en diferentes casas y locales de Lima, a la cual asistieron la mayoría de los representantes de las Universidades, Escuelas e Institutos Superiores de Lima. Cada representante participaba de la reunión como un “coordinador” de su centro de estudios. De esta forma, se prepararon todos los detalles de la gran movilización del 11 de junio, donde más de 10 mil estudiantes y jóvenes de todo Lima marcharon hacia Palacio de Gobierno para entregar un memorial en el que expresaban su rechazo a las acciones que realizaba el gobierno, condenando las violaciones a los Derechos Humanos cometidas a partir del autogolpe del 5 de abril de 1992.
Dicha marcha sería conocida luego como “la marcha de las manos blancas” puesto que, durante dicha manifestación, los más de 10 mil estudiantes aparecieron con las manos pintadas de blanco, en clara alusión a su carácter pacífico y no violento. Hasta entonces, el gobierno dictatorial de Alberto Fujimori tildaba a toda manifestación como violenta, agresiva y caótica, mientras que a todos sus manifestantes los señalaba como subversivos y pro terroristas, aliados del MRTA o de Sendero Luminoso. Sin embargo, luego de la masiva y contundente marcha pacífica de los estudiantes, la sociedad civil descubriría los canales para iniciar la lucha contra un régimen que pisoteó la democracia, destruyó la constitución política de 1979, ignoró y violó los derechos humanos de muchos peruanos y violentó todo rasgo de Estado de Derecho existente hasta entonces en el país.
Con la marcha estudiantil del 11 de junio el escenario de lucha en favor de la democracia y los derechos humanos varió rotundamente, puesto que dicha protesta quebró lo que hasta ese momento era la característica común de toda marcha. Por primera vez estudiantes de universidades, escuelas e institutos nacionales y particulares se unieron, sin distinción alguna, con una bandera en común, un único lema y un solo objetivo. Los jóvenes, estudiantes de diversos centros de estudios de Lima, continuaron luego con acciones de protestas tan innovadoras, nuevas e impactantes como la recolección de firmas al interior de universidades, escuela e institutos en favor de un referéndum que la dictadura terminó por negar. Es finalmente durante la entrega de las firmas recolectadas, y por la necesidad de contar con un cargo de entrega de las firmas, que se decide poner el nombre de Coordinadora Estudiantil por la Democracia y los Derechos Humanos al espacio de coordinación.
Vendrían luego numerosas y significativas acciones de lucha, entre la que destaca la primera vigilia realizada en la historia peruana frente a las puertas del Congreso de la República, en espera de la votación para el Referéndum y pidiendo democracia y respeto a la Constitución. Sin embargo, esta acción democrática no dio resultado, pues la mayoría parlamentaria fujimorista se opuso, quebrando nuevamente la Constitución que ellos mismos habían diseñado.
A partir de allí, este grupo de líderes estudiantiles que hicieron posible ello empezaron a viajar por todo el territorio nacional para sumar a otros jóvenes en la lucha por un país diferente, donde la Constitución, el Estado de derecho y los Derechos Humanos sean parte esencial y columna vertebral de la sociedad.
Durante los años 1997 al 2001, la CEDDH participó activamente de encuentros y conferencias nacionales e internacionales, pudiendo estar presentes en el Festival Mundial de jóvenes y estudiantes como ponentes, encuentro que se realizó en La Habana, Cuba. Del mismo modo, la CEDDH estuvo presente como organización estudiantil invitada en el Encuentro de países no alineados, realizado en Jartum – Sudán. Asimismo, fue invitado por la organización internacional American Friends Service Comité (AFSC) a participar de la gran marcha contra la invasión norteamericana a Afganistán e Irak, marcha que se realizó en Washington, EE. UU. Entre los países visitados como organización están Chile (invitados a Iquique por el Partido Humanista de Chile), Ecuador (invitados a Guayaquil por la Internacional Juvenil de Ecuador y la Universidad Católica de Santa María), Cuba (invitados a La Habana por la Unión de Jóvenes Comunistas y la Casa de las Américas), Brasil (invitados a Porto Alegre por el Foro Social Mundial), Colombia (invitados a Bogotá por Childrens Internacional Summer Villages – CISV), Alemania (invitados a Köln y Berlín por la Universidad de Köln), Egipto (invitados a El Cairo por la Unión de Estudiantes de El Cairo), Francia (invitados a París por la Federación de Universitarios de París) y Suiza (invitados a Ginebra mediante una beca de estudios por la Universidad de Verano de la OIDEL y la Oficina de Derechos Humanos de la ONU).
En la actualidad, luego de casi 7 años de creación, la CEDDH del Perú es una Asociación Civil sin fines de lucro, que desde el 26 de septiembre de 2001 cuenta con inscripción en los Registros Públicos de Lima y Callao como Persona jurídica, en la partida Nro. 11314273, en el rubro de constitución de asociaciones. Es presidida por Dimitri Senmache Artola quien, desde febrero del 2006, ha activado dicha personería, encontrándose actualmente trabajando encuentros, seminarios y fórums en unión con instituciones educativas, organizaciones nacionales y organismos de cooperación internacional. Cabe resaltar que desde el 2004, la CEDDH - Perú cuenta con una página web institucional y con un blog oficial (bitácora) que utiliza para publicar artículos y generar el debate.

## Integrantes
La CEDDH - Perú cuenta con integrantes en diferentes departamentos del Perú. Mantiene a muchos de sus principales líderes fundadores al interior de su organización, ya que otros han viajado para seguir estudios en el exterior y otros ya se encuentran laborando en espacios como la Defensoría del Pueblo, la Asociación Pro Derechos Humanos, la Oficina Nacional de Procesos Electorales, la Comisión de la Verdad y Reconciliación, el Ministerio de Justicia, etc.
Los integrantes de la CEDDH, jóvenes profesionales en su mayoría, cuentan con experiencias distintas, obtenidas a través de numerosos viajes por el país, América Latina y el resto del mundo, al ser invitados para participar de encuentros, charlas, foros, cursos y festivales; así como por el trabajo cercano con instituciones y organizaciones nacionales e internacionales como son: Secretaría Permanente de la Comisión Nacional de Derechos Humanos del Ministerio del Interior, Contraloría General de la República, Poder Judicial, Amnistía Internacional – Sección Peruana, Consejo Nacional de la Juventud, Federación de Estudiantes del Perú, Organización Continental Latinoamericana y Caribeña de Estudiantes, Grupo Impulsor Peruano contra el Racismo y otras formas de Discriminación, Comisión de la Verdad y Reconciliación, Asociación Civil Democracia, etc.

## Misión
Brindar a los jóvenes, a los estudiantes y a la sociedad civil en general un espacio democrático de coordinación y capacitación para la búsqueda de una sociedad más justa, en la que los valores democráticos y de defensa del Estado de Derecho sean la columna vertebral. Generar espacios de acción democrática para la defensa y vigilancia de los Derechos Humanos, en especial, de los niños, niñas, adolescentes y jóvenes de los sectores más vulnerables.

## Visión
Generar una sociedad justa, democrática y respetuosa de los Derechos Humanos, en la que la inequidad, la desigualdad, el racismo, la violencia, la desnutrición, el analfabetismo, la tortura, la desaparición forzada, entre otras sean palabras en desuso.

## Fines y objetivos
Entre los principales fines y objetivos de la CEDDH se encuentran:
- Contribuir a crear una sólida conciencia nacional por el respeto irrestricto a los derechos fundamentales de la persona humana.
- Luchar por la eliminación de toda forma de discriminación.
- Luchar contra la Trata de personas y contra la pornografía infantil.
- Promover la defensa de los derechos ciudadanos, especialmente de los niños, niñas y adolescentes.
- Proporcionar a los jóvenes, estudiantes y ciudadanos en general, los elementos primordiales para su debida información e ilustración, necesarios para ejercer una función preventiva y vigilante en la protección de los Derechos Humanos.
- Coadyuvar al desarrollo y consolidación del Estado de Derecho.
- Defender los Principios Democráticos de convivencia social, promoviendo la participación ciudadana y política de jóvenes y de la población en general.
- Luchar contra la pobreza y el analfabetismo.
- Defender la autonomía universitaria, la Universidad pública, la libertad y pluralidad de la preparación académica y la enseñanza pública gratuita.
- Promover una cultura de paz, oponiéndose a toda forma de violencia.
- Promover intercambios académicos, culturales y de representación juvenil y estudiantil.